# AN/PSQ-20
AN/PSQ-20 Enhanced Night Vision Goggle (ENVG) — портативний монокулярний прилад нічного бачення, розроблений американською компанією Exelis Inc. для армії США в рамках оборонної програми Future Force Warrior. Поставляється у війська спецпризначення і в 10-ту гірську дивізію армії США для заміни застарілих приладів нічного бачення AN/PVS-7 та AN/PVS-14. Принцип дії заснований на комбінуванні ефекту тепловізора з традиційним посиленням зображення, отриманого у видимому світлі.

## Характеристики
Конструкція приладу побудована на ЕОП третього покоління, характеристики якого не розголошуються, але при цьому відомо, що принцип роботи базується на поєднанні двох зображень, одне з яких отримано у видимому діапазоні, а друге — в інфрачервоному.
Тактико-технічні характеристики приладу здебільшого залишаються закритою інформацією.
- Маса, кг — 0,91.
- Режим роботи — пасивний.
- Кут огляду, град.:
  - у ІК діапазоні — 28.
  - у видимому діапазоні — 38.
- Кратність збільшення — 1×.
- Тривалість безперебійної роботи, годин — 7,5.
- Тип живлення — 4 елементи АА.
- Діоптрійна корекція окуляра, +/- D — +2/-2.

### Особливості
- Є можливість використовувати прилад закріпленим на бойовому шоломі.
- Покращена комфортність носіння завдяки змін у балансі ваги, в результаті чого солдат зазнає меншої втоми.
- Ліпша ситуаційна обізнаность завдяки покращеному вияленні загрози, майже в усіх видів бойових умов;
- Працює на чотирьох елементах живлення типу АА, тим самим збільшуючи час роботи.
- Простота використання елементів управління.
- Кольорови мікродісплей.